# La saga de los Rius
La saga de los Rius fue una serie española de televisión, emitida por TVE en la temporada 1976-1977, con dirección de Pedro Amalio López y música de Augusto Algueró, inspirada en una serie de novelas históricas sobre la burguesía catalana de Ignacio Agustí.
La serie está inspirada en la vida de la familia Rius, una familia burguesa de mediados de siglo XX.  Esto se debe a la amistad entre Jordi Rius Cava (padre de la familia Rius) e Ignacio Agustí. Ambos se reunían semanalmente en uno de los cafés de Barcelona, donde Jordi Rius le contaba a Ignacio Agustí sobre la burguesía catalana y sus anécdotas.

## Argumento
Producida por TVE y emitida desde el 1 de noviembre de 1976 al 24 de enero de 1977 en diez capítulos dirigida por Pedro Amalio López.
Basada en las novelas de Ignacio Agustí "Mariona Rebull, "El viudo Rius" y "Desiderio", la serie relata la vida de la burguesía barcelonesa a través de la historia de la familia Rius a lo largo de tres generaciones, entre 1882 y 1916. 
La trama se desarrolla las tres líneas paralelas: una sentimental, que describe amores, pasiones y problemas de cada uno de los personajes; otra costumbrista, en la que se exponen modas, maneras y tradiciones de la época; y una tercera, la histórica, que refleja los acontecimientos políticos y sociales más significativos que tuvieron lugar en Cataluña y España durante los casi cuarenta años abarcados por la acción.

## Reparto
- Fernando Guillén .... Joaquín Rius
- Maribel Martín .... Mariona Rebull
- José María Caffarel .... Don Desiderio Rebull
- Emilio Gutiérrez Caba .... Desiderio Rius
- Victoria Vera .... Crista Fernández
- Montserrat García Sagues .... Mercedes Rebull
- Carles Velat .... Federico Costa
- Conchita Bardem .... Doña África Costa
- Àngels Moll .... Carmen Fernández
- Fernando Guillén Cuervo .... Joaquín Rius niño
- Mari Carmen Prendes .... Rita
- Ramiro Oliveros .... Ernesto Villar
- Ágata Lys .... Lula
- Teresa Gimpera .... Jeannine
- Rafael Anglada .... Don Llobet
- Enric Arredondo .... Arturo Llobet
- Montserrat Carulla .... Evelina Torra
- Alejandro Ulloa .... Don Joaquín Rius

## Presupuesto
La producción fue una de las más caras realizadas por Televisión española hasta la fecha: alcanzó los sesenta millones de pesetas (con una media de cinco millones por episodio).

## Premios
- TP de Oro (1976) a Fernando Guillén como mejor actor por su interpretación en la serie.